# Dennstaedtia obtusifolia
Dennstaedtia obtusifolia là một loài thực vật có mạch trong họ Dennstaedtiaceae. Loài này được (Willd.) T. Moore miêu tả khoa học đầu tiên năm 1861.